# Преврат от 18 брюмер
Превратът от 18 брюмер (на френски: coup d'État du 18 Brumaire) е държавен преврат по време на Първата френска република, проведен на 9 – 10 ноември 1799 г. (18 – 19 брюмер VIII година по Републиканския календар). Замислен от Наполеон Бонапарт в сътрудничество с абат Сийес и Талейран. Резултатът е сваляне от власт на Директорията, разпускане на законодателните органи (Съвет на петстотинте и Съвет на старейшините) и създаване на ново правителство (Френски консулат), включващо Наполеон. Според много историци с това се слага край на Френската революция и започва възходът на Наполеон.

## Предистория
Към 1799 година Директорията губи авторитет в очите на френското общество. Най-влиятелният политик от умерено-републиканската партия, директорът абат Сийес, отдавна вече обмисля замяна на конституцията от година III и изготвя свой собствен проект на държавното устройство, което, по негово собствено мнение, да даде стабилност вътре в страната. С тази цел той започва да обединява всички антидемократични настроени елементи сред тогавашните политици, които не желаят реставрация на Бурбоните. Той успява да убеди в полза на своя план много от членовете на двата съвета, които започват да се наричат реформатори.

## Превратът
След като научава за плановете на Сийес, Наполеон се споразумява с него, и двамата много бързо подготвят държавен преврат, с цел въвеждане на нова конституция. Войниците боготворят Наполеон, а останалите генерали, по различни съображения, не са пречка. Сийес разпространява слух за опасен якобински заговор и прокарва решение заседанията на двата Съвета да се преместят извън Париж, в Сен-Клу. Изпълнението е възложено на генерал Бонапарт; който получава правото да взема всички мерки, необходими за сигурността на републиката. Местните въоръжени сили трябва да му се подчиняват, а всички граждани се задължават да му оказват помощ.
На 9 ноември военни части, верни на Бонапарт, окупират ключови точки в Париж. Според предварителната уговорка двама директори – Сийес и Дюко – подават оставка, а Талейран уговаря Пол Барас да се оттегли. Двамата якобински директори Гойе и Мулен са арестувани и затворени в Люксембургския дворец. В края на деня Бонапарт контролира Париж. Така Директорията на практика е разпусната.
На 10 ноември членовете на двата Съвета са транспортирани към крепостта Сен Клу. Посрещнати са от 6000 войници, недоволни от забавянето на заплатите им. Бонапарт говори пред Съвета на старейшините, аргументирайки смяната на правителството. Изслушан е в мълчание и Съветът гласува в подкрепа на предложението специален манифест. След това Бонапарт се обръща към Съвета на петстотинте, където е посрещнат с протестни викове и обиди от якобинците, които го заплашват с арест. Брат му Люсиен Бонапарт казва на войниците отвън, че Бонапарт е в опасност и те нахлуват в залата, прекъсвайки заседанието и разгонвайки депутатите. Бонапарт, Сийес и Дюко стават временни консули на новото правителство.